# Quatuor à cordes no 14 de Chostakovitch
Pour les articles homonymes, voir Quatuor à cordes no 14.

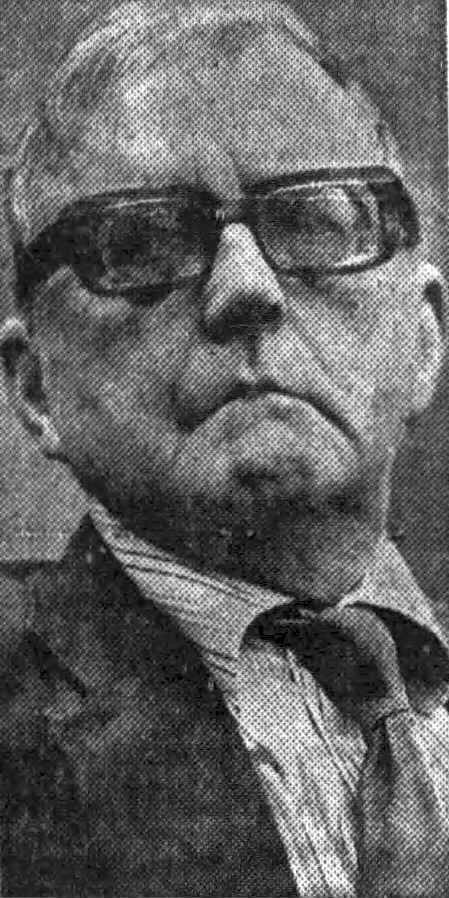
Photo de Dmitri Chostakovich.

Le Quatuor à cordes no 14 en fa dièse majeur (opus 142) est une œuvre de musique de chambre composée par Dmitri Chostakovitch en 1973.

## Historique
Il fut créé par le Quatuor Beethoven à Moscou. Il est dédié à Sergueï Chirinski, violoncelliste de ce quatuor.

## Structure
Le 14e quatuor est composé en trois mouvements de structure classique :
1. Allegretto
2. Adagio
3. Allegretto - Adagio

Son exécution dure environ 30 minutes.
Cette œuvre fait la part belle au violoncelle, qui introduit le thème principal du premier mouvement et conduit les climax des deuxième et troisième mouvements. 

### Final
Le quatuor se termine par une reprise du motif passionné de l'Adagio central, avec le violoncelle qui chante toujours au-dessus des autres instruments.

Selon Walter Wilson Cobbett : 
«   Le finale Allegretto voit s'affirmer un climat d'angoisse qui débouche sur une conclusion Adagio, où Chostakovitch cite un air de son opéra Lady Macbeth  »

## Discographie sélective
- Quatuor Borodine, intégrales des quatuors à cordes de Chostakovitch, chez Melodiya / BMG, 1997.